# Итум-Калинское сельское поселение
Итум-Калинское се́льское поселе́ние — муниципальное образование в Итум-Калинском районе Чечни Российской Федерации.
Административный центр — село Итум-Кали.

## История
Статус и границы сельского поселения установлены Законом Чеченской Республики от 14 июля 2008 года № 46-РЗ «Об образовании муниципального образования Итум-Калинский район и муниципальных образований, входящих в его состав, установлении их границ и наделении их соответствующим статусом муниципального района, городского и сельского поселения».

## Население
| 2010  | 2012  | 2013  | 2014  | 2015  | 2016  | 2017  |
| ----- | ----- | ----- | ----- | ----- | ----- | ----- |
| 1068  | ↗1114 | ↗1148 | ↗1193 | ↗1227 | ↗1258 | ↗1288 |
| 2018  | 2019  | 2020  | 2021  | 2023  | 2024  |       |
| ↗1308 | ↗1315 | ↗1340 | ↘1009 | ↗1029 | ↗1045 |       |

## Состав сельского поселения
| № | Населённый пункт | Тип населённого пункта | Население |
| - | ---------------- | ---------------------- | --------- |
| 1 | Итум-Кали        | село                   | ↗1045     |